# Biały Kościół (stacja kolejowa)
Biały Kościół – przystanek osobowy oraz mijanka w miejscowości Wąwolnica, w województwie dolnośląskim, w Polsce.

## Ruch pasażerski
| Rok  | Wymiana pasażerska na dobę |
| ---- | -------------------------- |
| 2017 | 100-149                    |
| 2022 | 50-99                      |